# Dolichopeza flavifrons
Dolichopeza flavifrons är en tvåvingeart som beskrevs av Alexander 1925. Dolichopeza flavifrons ingår i släktet Dolichopeza och familjen storharkrankar. Inga underarter finns listade i Catalogue of Life.